# (25210) 1998 SE147
A (25210) 1998 SE147 a Naprendszer kisbolygóövében található aszteroida. Eric Walter Elst fedezte fel 1998. szeptember 20-án.